# Паульсен, Николай Александрович
Николай Александрович Паульсен (эст. Nikolai Paulsen; 1891—1941) — эстонский инженер-строитель и архитектор. Офицер Российской империи и Белой армии.

## Биография
Окончил Екатеринославскую гимназию (1909) и Михайловское артиллерийское училище в Петербурге (1912). В 1912 г. подпоручик во 2-й гвардейской артиллерийской бригаде. Продолжил учебу в Артиллерийской академии и вольнослушателем в Петербургской Академии художеств.
Участвовал в Первой мировой войне 1914—1917 гг., в 1917 году произведен в капитаны. Участвовал в Гражданской войне в России (звание полковника в 1920 г.), эмигрировал в Югославию в 1920 г., окончил архитектурно-строительные курсы в Нови-Саде в 1923 г.
Переехал в Эстонию в 1923 году, работал ассистентом архитектора Тартуского университета Пауля Мильберга до 1929 года, затем главным инженером Эстонского общества Кивиыли, а с 1932 года руководил строительным отделом.
Составил в 1923—1926 гг. чертежи по ремонтным работам и полевым исследованиям средневековых церквей (церкви Сааремаа, церкви Амбла, Коэру, Пилиствере, Тюри, Раквере и Нигулисте, Тартуский собор и др.), организованные Хельге Кьеллини.
Спроектировал в Кивиыли Школу искусств в стиле функционализма, дома рабочих и чиновников, больницу и жилой квартал на одну семью Кивикюла. Общественный центр, спроектированный Паульсен в 1936 году, был завершен в 1989 году.
Арестован после присоединения Эстонии Советским Союзом, погиб в заключении.
Его жена Наталья Николаевна и дети Наталья, Николай и Анастасия были депортированы 14 июня 1941 года в поселок Волково в Сибирь, где сын погиб от голода и лишений (похоронен вместе с М. В. Карамзиной).

## Награды
Орден Святой Анны IV степени (1914), орден Святого Станислава III степени (1915), орден Святого Станислава II степени (1915), орден Святой Анны III степени (1915), орден Святой Анны II степени (1915), орден Святого Владимира IV степени (1915).